# 동남엘리베이터
주식회사 동남엘리베이터(영어: Dongnam Elevator)는 1995년 3월 1일에 설립된 승강기 승강설비 개발, 제조 및 유지보수 회사이다.

## 연혁
- 1995년 3월 1일: 회사 설립[1]